# Ото V (Брауншвайг-Люнебург)
Вижте пояснителната страница за други личности с името Ото V.
Ото V Победител (на немски: Otto V, der Siegreiche, der Großmütige; * сл. 1418; † 1471) от род Велфи (Среден Дом Люнебург), е херцог на Брауншвайг-Люнебург и от 1464 до 1471 г. княз на Люнебург.

## Живот
Ото е вторият син на херцог Фридрих II от Брауншвайг-Люнебург (1418 – 1478) и на Магдалена фон Бранденбург (1412 – 1454), дъщеря на курфюрст Фридрих I от Бранденбург.
След смъртта на бездетния му брат Бернхард II, Ото поема през 1464 г. управлението в Княжество Люнебург. Ото реформира манастирите.
На 25 септември 1467 г. Ото V се жени в Целе за Анна фон Насау-Диленбург (1441 – 1513), най-възрастната дъщеря на граф Йохан IV (1410 – 1475) от Насау-Диленбург и графиня Мария от Лоон-Хайнсберг (1424 – 1502). Раждат им се двама сина.
Според легенда Ото умира на турнир в Целе. Вдовицата му Анна е омъжена от родителите ѝ на 24 януари 1474 г. за възрастния вече граф Филип I фон Катценелнбоген (1402 – 1479) и оставя синовете си при баба им и дядо им. По-късно тя се връща обратно в Целе и се грижи за синовете си и внуците си. След смъртта на нейния свекър, херцог Фридрих II през 1478 г., тя става до 1486 г. регентка за нейния син Хайнрих и основава болницата „Св. Анна“ в Целе.

## Деца
Ото V и Анна фон Насау-Диленбург имат децата:
- Хайнрих Средния (1468 – 1532) ∞ Маргарета от Саксония (1469 – 1528)
- Вилхелм († 1480)